# Ярышево (Ивановская область)
Ярышево — село в Гаврилово-Посадском районе Ивановской области России, входит в состав Гаврилово-Посадского городского поселения.

## География
Село расположено на берегу реки Воймига в 2 км на север от райцентра города Гаврилов Посад.

## История
В 1777 году в селе была построена каменная церковь в честь Святого великомученика Георгия (холодная) с колокольней. В 1793 году была построена каменная церковь в честь Богоявления Господня (теплая), в 1888 году в ней сделан придел в честь Успения Божьей Матери. В 1893 году приход состоял из одного села, в котором числилось 159 дворов, мужчин — 465, женщин — 503. С 1872 года в селе существовала земская народная школа. В годы Советской Власти Богоявленская церковь была полностью разрушена.
В конце XIX — начале XX века село входило в состав Гавриловской волости Суздальского уезда Владимирской губернии.
С 1929 года село входило в состав Закомельского сельсовета Гаврилово-Посадского района, с 1983 года являлось центром Ярышевского сельсовета, с 2005 года — в составе Гаврилово-Посадского городского поселения.

## Население
| 1859 | 1897 | 1905 | 2010 |
| ---- | ---- | ---- | ---- |
| 698  | ↗862 | ↗934 | ↘103 |

## Достопримечательности
В селе находится действующая Церковь Георгия Победоносца (1777)